# Eschenbergen
Eschenbergen est une commune allemande de l'arrondissement de Gotha en Thuringe, faisant partie de la communauté d'administration Nesseaue.

## Géographie

Situation de la commune (en rouge) dans l'arrondissement de Gotha

Eschenbergen est située au nord de l'arrondissement, au sud des collines de Fahner (altitude maximale : 413 m à l'Abstberg), à 9 km au nord-est de Gotha, le chef-lieu de l'arrondissement.
Eschenbergen appartient à la communauté d'administration Nesseaue (Verwaltungsgemeinschaft Nesseaue).
Communes limitrophes (en commençant par le nord et dans le sens des aiguilles d'une montre) : Tonna, Döllstädt, Großfahner, Gierstädt, Molschleben, Bufleben et Ballstädt.

## Histoire
La première mention du village date de 1005 sous le nom de Hessenberh dans un document provenant de l'abbaye de Göllingen. Au XIIIe siècle, un monastère y est créé.
Le village a beaucoup souffert de la Guerre de Trente Ans, 103 habitants seulement en 1648.
Eschenbergen a fait partie du duché de Saxe-Cobourg-Gotha (cercle de Gotha).
En 1922, après la création du land de Thuringe, Eschenbergen est intégrée au nouvel arrondissement de Gotha avant de rejoindre le district d'Erfurt en 1949 pendant la période de la République démocratique allemande jusqu'en 1990.

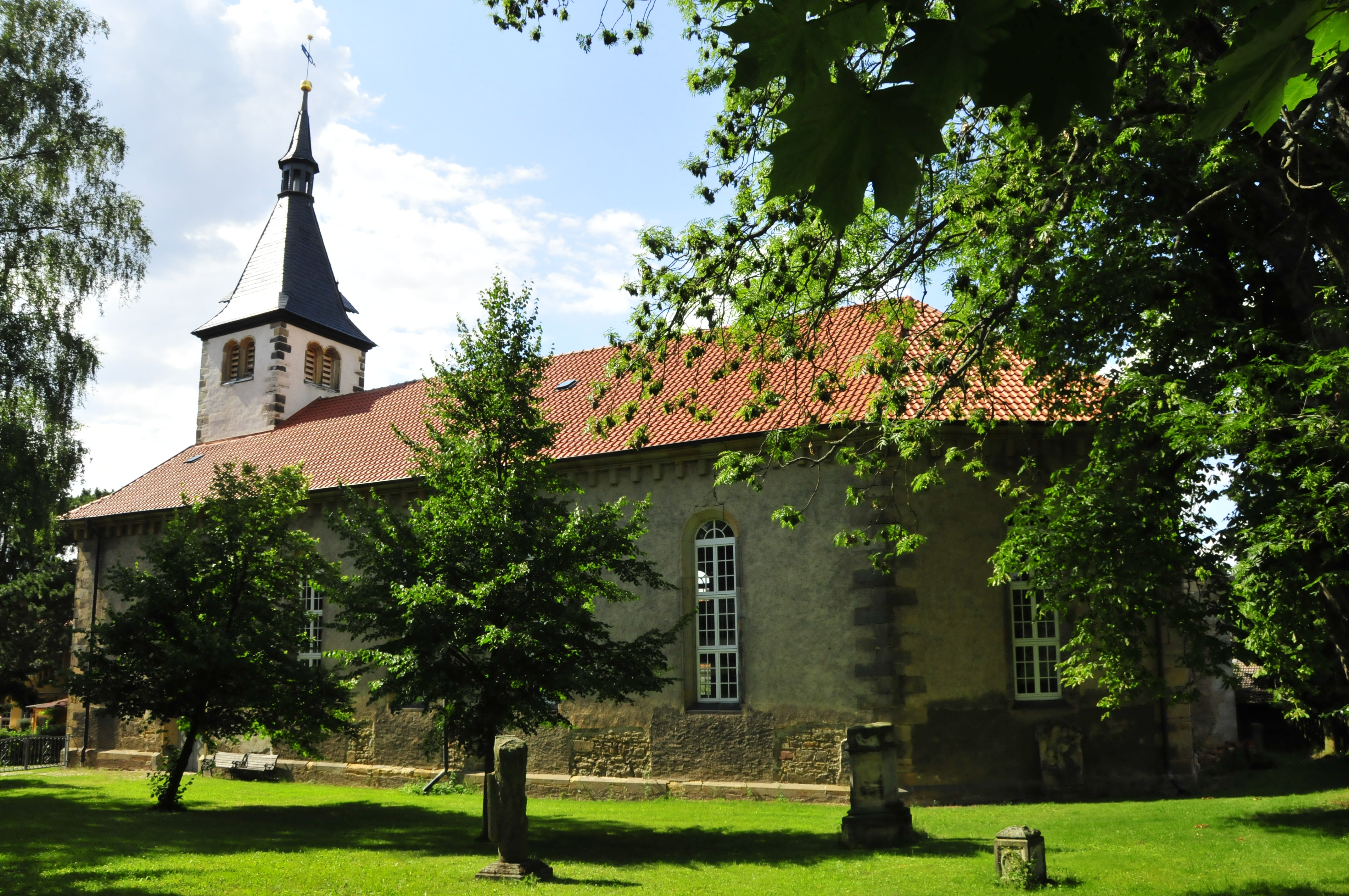
L'église d'Eschenbergen

## Démographie
| 1910 | 1933 | 1939 | 1995 | 2000 | 2005 | 2010 |
| ---- | ---- | ---- | ---- | ---- | ---- | ---- |
| 631  | 661  | 711  | 709  | 806  | 758  | 745  |

## Communications
La commune est traversée par la route L2145 Friemar-Ballstädt.